# Astacilla nodosa
Astacilla nodosa là một loài chân đều trong họ Arcturidae. Loài này được Dana miêu tả khoa học năm 1849.